# Elie Iuga
Elie Iuga (n. 1861, Negrilești – d. 2 februarie 1938, Arcalia) a fost un delegat al cercului electoral Beclean în Marea Adunare Națională de la Alba Iulia.

## Biografie
A urmat studiile teologice la Gherla, iar după finalizarea acestora a fost preot în Arcalia, jud. Bistrița-Năsăud, obținând și funcția de președinte al C.N.R.